# Geodia orthomesotriaena
Geodia orthomesotriaena är en svampdjursart som beskrevs av Lebwohl 1914. Geodia orthomesotriaena ingår i släktet Geodia och familjen Geodiidae.
Artens utbredningsområde är havet kring Japan. Inga underarter finns listade i Catalogue of Life.